# 滝脇信敏
滝脇 信敏（たきわき のぶとし）は、江戸時代後期の大名。駿河国小島藩11代藩主、のち上総桜井藩主。明治維新後に華族に列した。滝脇松平家18代。維新後に松平から滝脇へ改姓しており、大名時代は初め松平信敏（まつだいら のぶとし）を名乗っていた（江戸時代後期から末期には同名の人物が多く存在する。松平信敏 (曖昧さ回避) を参照）。
小島藩主当時、近在の庶民に学問をすすめ、小島陣屋内に学舎を建てて常時勉学させたという。
庶民的な殿様であったと伝えられている。

## 経歴
信濃国高遠藩主・内藤頼寧の九男。元治元年（1864年）、先代藩主の信書の死去により、その養嗣子となって14歳で家督を継ぐ。
慶応2年（1866年）に駿府警護との記録がある。
慶応3年（1866年）に徳川慶喜が大政奉還をしたのに伴い、信敏は11月17日に佐幕派の諸藩主で作成した上申書へ連名。徳川側につくことを旧幕府に表明する。
慶応4年（1868年）に大総督有栖川宮御東征軍の東海道御通行につき島田駅より府中まで、官軍兵食御賄い方並びに番兵差し出すべき旨、官軍より命じられた 。
その後、信敏は官軍に勤皇証書を提出し、倒幕の立場になった。
5月17日、甲府援兵のために一小隊を出張。
最後の将軍徳川慶喜に代わって徳川宗家を継いだ徳川家達が駿河府中に封じられたため、慶応4年（1868年）7月13日に上総国に転封となった。周准郡南子安金崎に仮陣屋を置き、のち明治2年（1869年）桜井に陣屋を構えた。転封先では治水工事に尽力した。明治2年、松平から滝脇に改姓する。明治4年（1871年）、廃藩置県により桜井藩は廃藩となる。
明治12年（1879年）、沖縄県御用掛となる。明治17年（1884年）7月8日、子爵を叙爵した。明治20年（1887年）、37歳で死去した。以後、当主は信成（小島藩第8代藩主松平信賢の長男）、信広と続いていく。

## 家族
父母
- 内藤頼寧（実父）
- 松平信書（養父）

妻
- 松平幸 ー 松平信書の養女、松平信進の娘（正室）
- 本多瑠璃 ー 本多忠升の娘（継室）

養子
- 滝脇信成 ー 松平信賢の次男